# Mörttjärnen (Junsele socken, Ångermanland, 708087-153930)
Mörttjärnen är en sjö i Sollefteå kommun i Ångermanland och ingår i Ångermanälvens huvudavrinningsområde.